# فک نواری
فک نواری (نام علمی: Histriophoca fasciata) نام یک گونه از تیره فک بی‌گوش است.